# Gran Premio di Francia 1982
Il Gran Premio di Francia 1982 è stata la undicesima prova della stagione 1982 del Campionato mondiale di Formula 1. Si è corsa domenica 25 luglio 1982 sul Circuito di Le Castellet. La gara è stata vinta dal francese René Arnoux su Renault; per il vincitore si trattò del terzo successo nel mondiale. Ha preceduto sul traguardo i connazionali Alain Prost, anch'egli su Renault e Didier Pironi su Ferrari. Al quarto posto si classificò ancora un francese, Patrick Tambay, anche lui su Ferrari.

## Vigilia

### Aspetti tecnici
La Ligier fornì anche a Eddie Cheever una JS19, mentre la Fittipaldi portò all'esordio il modello F9.

### Aspetti sportivi
Nella tradizionale alternanza tra tracciati, che ospitavano il Gran Premio di Francia, la gara si spostò sul Circuito Paul Ricard di Le Castellet. Il tracciato, sito nel sud del Paese, aveva già accolto la gara in sei occasioni, l'ultima nel 1980. I prezzi dei biglietti andavano dai 50 franchi per le prove ai 150 per la gara.
Al fine di evitare gli incidenti al via, anche tragici come quello accorso a Riccardo Paletti nel Gran Premio del Canada, venne introdotto un nuovo regolamento. Lo starter aveva ora la possibilità, a semaforo rosso, di indicare il giallo, per segnalare ai piloti qualche anomalia sulla griglia. In tale caso i piloti avrebbero dovuto spegnere le loro vetture che sarebbero state riportare ai box, prima di ricominciare la procedura di partenza. Qualora invece la luce fosse già verde, in caso di anomalie, lo starter avrebbe potuto ancora inserire il semaforo giallo: ciò avrebbe costretto i piloti a fermarsi, anche se già partiti. I piloti avrebbero completato un giro e si sarebbero riportati sulla griglia. La gara sarebbe stata accorciata di un giro.
In merito alla sicurezza, i piloti, prima della gara, diramarono un comunicato in cui fecero diverse proposte per migliore tale aspetto. Tali idee andavano dallo studio di un nuovo tipo di pneumatici, alla soppressione delle minigonne, al divieto del rifornimento in gara, dalla riduzione della larghezza di alettoni e vetture, a un nuovo format delle qualifiche che prevedesse due turni di prove, con un numero più ridotto di vetture contemporaneamente in pista.
La March rischiava di dover abbandonare il campionato per la mancanza degli pneumatici: la casa che la riforniva, la britannica Avon, aveva infatti deciso di abbandonare il campionato. La March, che ottenne il rifiuto da parte della Pirelli di tornare a essere sua fornitrice dopo che la scuderia l'aveva abbandonata per la Avon, chiese il sostegno alla FOCA.
Nigel Mansell era ancora dolorante al polso fratturato in Canada decise di non partecipare alla gara: al suo posto, alla Lotus, venne ingaggiato Geoff Lees. L'ultima partecipazione di Lees a una gara del mondiale era stata proprio nella gara canadese, al volante di una Theodore.

## Qualifiche

### Resoconto
Nella prima giornata di prove ufficiali vi fu un dominio dei piloti locali, che monopolizzarono i primi tre posti della graduatoria. Alain Prost fece segnare 1'35"802, tempo di tre secondi più basso di quello che aveva consentito a Jacques Laffite di conquistare la pole position nell'edizione 1980. Prost precedette Didier Pironi e il compagno di scuderia alla Renault, René Arnoux. Le Ferrari soffrivano però un problema di vapor lock, causato anche dal grande caldo della giornata (vennero misurati 45 °C in pista). Il caldo rendeva anche impossibile utilizzare gli pneumatici da prova, tanto che Pironi aveva segnato il suo miglior tempo usando gomme da gara.
Inoltre, la temperatura elevata, mandava in crisi i motori turbo: nella giornata andarono fuori uso ben quattro propulsori della BMW, che però ottennero con Nelson Piquet, su Brabham spinta dai motori tedeschi, il record di velocità sul rettilineo del Mistral, ove toccò i 331 km/h.
Al sabato proseguì la lotta tra le vetture turbo, che monopolizzarono le prime tre file. A spuntarla fu René Arnoux, bruciò Prost per due decimi, con 1'34"406, alla media di 221,533 km/h. La seconda e terza fila vennero conquistate da Ferrari e Brabham. Patrick Tambay toccò, sul solito rettilineo del Mistral, i 346 km/h, mentre Keke Rosberg, su Williams, a motore aspirato tradizionale, raggiunse i 278 km/h in curva.
La Ferrari non confermò l'utilizzo di un motore potenziato, ma lo stesso Tambay notò come la vettura avesse toccato i 12.200 giri, 500 in più del limite abituale. La Brabham risolse i guai tecnici del venerdì modificando il sistema di raffreddamento del motore.

### Risultati
I risultati delle qualifiche furono i seguenti:
| Pos | Nº | Pilota             | Costruttore              | Tempo    | Griglia |
| --- | -- | ------------------ | ------------------------ | -------- | ------- |
| 1   | 16 | René Arnoux        | Renault                  | 1'34"406 | 1       |
| 2   | 15 | Alain Prost        | Renault                  | 1'34"688 | 2       |
| 3   | 28 | Didier Pironi      | Ferrari                  | 1'35"790 | 3       |
| 4   | 2  | Riccardo Patrese   | Brabham-BMW              | 1'35"811 | 4       |
| 5   | 27 | Patrick Tambay     | Ferrari                  | 1'35"905 | 5       |
| 6   | 1  | Nelson Piquet      | Brabham-BMW              | 1'36"359 | 6       |
| 7   | 22 | Andrea De Cesaris  | Alfa Romeo               | 1'37"573 | 7       |
| 8   | 23 | Bruno Giacomelli   | Alfa Romeo               | 1'37"705 | 8       |
| 9   | 8  | Niki Lauda         | McLaren-Ford Cosworth    | 1'37"778 | 9       |
| 10  | 6  | Keke Rosberg       | Williams-Ford Cosworth   | 1'37"780 | 10      |
| 11  | 5  | Derek Daly         | Williams-Ford Cosworth   | 1'38"767 | 11      |
| 12  | 7  | John Watson        | McLaren-Ford Cosworth    | 1'38"944 | 12      |
| 13  | 11 | Elio De Angelis    | Lotus-Ford Cosworth      | 1'39"118 | 13      |
| 14  | 35 | Derek Warwick      | Toleman-Hart             | 1'39"306 | 14      |
| 15  | 3  | Michele Alboreto   | Tyrrell-Ford Cosworth    | 1'39"330 | 15      |
| 16  | 26 | Jacques Laffite    | Ligier-Matra             | 1'39"605 | 16      |
| 17  | 31 | Jean-Pierre Jarier | Osella-Ford Cosworth     | 1'39"909 | 17      |
| 18  | 9  | Manfred Winkelhock | ATS-Ford Cosworth        | 1'39"917 | 18      |
| 19  | 25 | Eddie Cheever      | Ligier-Matra             | 1'40"187 | 19      |
| 20  | 29 | Marc Surer         | Arrows-Ford Cosworth     | 1'40"335 | 20      |
| 21  | 36 | Teo Fabi           | Toleman-Hart             | 1'40"421 | 21      |
| 22  | 10 | Eliseo Salazar     | ATS-Ford Cosworth        | 1'40"673 | 22      |
| 23  | 4  | Brian Henton       | Tyrrell-Ford Cosworth    | 1'40"852 | 23      |
| 24  | 12 | Geoff Lees         | Lotus-Ford Cosworth      | 1'40"974 | 24      |
| 25  | 30 | Mauro Baldi        | Arrows-Ford Cosworth     | 1'40"997 | 25      |
| 26  | 17 | Jochen Mass        | March-Ford Cosworth      | 1'41"579 | 26      |
| NQ  | 33 | Jan Lammers        | Theodore-Ford Cosworth   | 1'41"714 | NQ      |
| NQ  | 14 | Roberto Guerrero   | Ensign-Ford Cosworth     | 1'42"270 | NQ      |
| NQ  | 20 | Chico Serra        | Fittipaldi-Ford Cosworth | 1'42"414 | NQ      |
| NQ  | 18 | Raul Boesel        | March-Ford Cosworth      | 1'43"099 | NQ      |

## Gara

### Resoconto
In partenza le due Renault mantennero il comando, seguite da Didier Pironi, e le due Brabham di Riccardo Patrese e Nelson Piquet, per le quali era ancora atteso il rifornimento strategico durante la gara. Ciò consentiva alle due vetture di partire con poco carburante e con gomme morbide, e quindi di essere molto veloci.
Già nel corso del primo giro, sul rettilineo del Mistral, Patrese prese la scia a Pironi e lo superò portandosi in terza posizione. Un giro dopo, sempre al Mistral, Patrese superò anche Prost, installandosi al secondo posto. Anche il compagno di scuderia Piquet era velocissimo: superò Pironi e raggiunse anche Prost, superandolo al 4º giro. La cavalcata delle due Brabham proseguì nei giri seguenti: al giro 3 Patrese si portò in testa, e già al quinto giro Piquet conquistava la seconda posizione. Dietro rimanevano le due Renault, le due Ferrari. Il primo dei piloti con vettura a motore aspirato era Derek Daly, quinto, seguito da Niki Lauda e Bruno Giacomelli.
La gara di Patrese terminò dopo soli otto giri, quando fu costretto al ritiro per un guasto al motore BMW. Il motore in fiamme rischiava di esplodere: il padovano decise di accostare e non tornare ai box per evitare peggiori conseguenze. L'incendio venne spento con fatica dai commissari.
Al giro 11 Mauro Baldi, dell'Arrows, nel tentativo di passare Jochen Mass, per la diciottesima posizione, attaccò alla Signes: chiuso all'interno da Mass, le due vetture si toccarono e la March del tedesco si alzò dal suolo, si ribaltò, e andò a sbattere contro il guardrail, finendo contro le reti, a pochi metri dal pubblico. La vettura di Baldi invece si fermò contro le reti di contenimento. Mass venne estratto con difficoltà dalla vettura (da cui si sprigionò un principio d'incendio), anche con l'aiuto di Baldi. Il tedesco riportò piccole lesioni alle vertebre e concluse così, di fatto, la sua carriera in F1. Dodici persone, tra il pubblico, furono ferite in modo leggero.
Nelle retrovie perse posizioni Daly, che finì fuori dalla zona dei punti, mentre si fece largo l'altro pilota della Williams Keke Rosberg, che infilò Watson e Giacomelli, ponendosi al settimo posto. Al giro 17 il finlandese passò anche Lauda e entrò in zona punti. L'austriaco si era fermato ai box per cambiare le gomme, ma trovò sulla piazzola il compagno di scuderia Watson: costretto a ripartire rientrò ai box un giro dopo, ormai staccato.
La scuderia di Bernie Ecclestone era pronta a effettuare il cambio gomme previsto per Piquet, ma al giro 24 anche la vettura del brasiliano dovette fermarsi per un guasto al motore. Tornò così a condurre la coppia della Renault Arnoux-Prost, seguita da quella della Ferrari Pironi-Tambay.
La classifica rimaneva congelata quando, negli ultimi giri, dal muretto della Renault, veniva indicato ad Arnoux di lasciare strada a Prost, meglio piazzato nella classifica piloti. Arnoux però non lasciò la posizione e vinse per la terza volta nel mondiale (l'ultima volta era accaduto nel Gran Premio del Sudafrica 1980, in quella che fu anche la decima vittoria per la Renault). Ai primi quattro posti si classificarono quattro piloti francesi. Un filotto simile, per una stessa nazione, non capitava dal Gran Premio di Gran Bretagna 1965, quando i primi cinque piloti della classifica erano stati britannici.
La BMW si consolò col primo giro veloce conquistato come motorista.

### Risultati
I risultati del gran premio furono i seguenti:
| Pos | No | Pilota             | Team                   | Giri | Tempo                  | Pos. Griglia | Punti |
| --- | -- | ------------------ | ---------------------- | ---- | ---------------------- | ------------ | ----- |
| 1   | 16 | René Arnoux        | Renault                | 54   | 1h33'33"217            | 1            | 9     |
| 2   | 15 | Alain Prost        | Renault                | 54   | + 17"308               | 2            | 6     |
| 3   | 28 | Didier Pironi      | Ferrari                | 54   | + 42"128               | 3            | 4     |
| 4   | 27 | Patrick Tambay     | Ferrari                | 54   | + 1'16"241             | 5            | 3     |
| 5   | 6  | Keke Rosberg       | Williams-Ford Cosworth | 54   | + 1'30"994             | 10           | 2     |
| 6   | 3  | Michele Alboreto   | Tyrrell-Ford Cosworth  | 54   | + 1'32"339             | 15           | 1     |
| 7   | 5  | Derek Daly         | Williams-Ford Cosworth | 53   | + 1 giro               | 11           |       |
| 8   | 8  | Niki Lauda         | McLaren-Ford Cosworth  | 53   | + 1 giro               | 9            |       |
| 9   | 23 | Bruno Giacomelli   | Alfa Romeo             | 53   | + 1 giro               | 8            |       |
| 10  | 4  | Brian Henton       | Tyrrell-Ford Cosworth  | 53   | + 1 giro               | 23           |       |
| 11  | 9  | Manfred Winkelhock | ATS-Ford Cosworth      | 52   | + 2 giri               | 18           |       |
| 12  | 12 | Geoff Lees         | Lotus-Ford Cosworth    | 52   | + 2 giri               | 24           |       |
| 13  | 29 | Marc Surer         | Arrows-Ford Cosworth   | 52   | + 2 giri               | 20           |       |
| 14  | 26 | Jacques Laffite    | Ligier-Matra           | 51   | + 3 giri               | 16           |       |
| 15  | 35 | Derek Warwick      | Toleman-Hart           | 50   | + 4 giri               | 14           |       |
| 16  | 25 | Eddie Cheever      | Ligier-Matra           | 49   | + 5 giri               | 19           |       |
| Rit | 22 | Andrea De Cesaris  | Alfa Romeo             | 25   | Testacoda              | 7            |       |
| Rit | 1  | Nelson Piquet      | Brabham-BMW            | 23   | Motore                 | 6            |       |
| Rit | 11 | Elio De Angelis    | Lotus-Ford Cosworth    | 17   | Alimentazione          | 13           |       |
| Rit | 7  | John Watson        | McLaren-Ford Cosworth  | 13   | Impianto elettrico     | 12           |       |
| Rit | 17 | Jochen Mass        | March-Ford Cosworth    | 10   | Collisione con M.Baldi | 26           |       |
| Rit | 30 | Mauro Baldi        | Arrows-Ford Cosworth   | 10   | Collisione con J.Mass  | 25           |       |
| Rit | 2  | Riccardo Patrese   | Brabham-BMW            | 8    | Motore                 | 4            |       |
| Rit | 10 | Eliseo Salazar     | ATS-Ford Cosworth      | 2    | Testacoda              | 22           |       |
| Rit | 31 | Jean-Pierre Jarier | Osella-Ford Cosworth   | 0    | Semiasse               | 17           |       |
| Rit | 36 | Teo Fabi           | Toleman-Hart           | 0    | Impianto elettrico     | 21           |       |
| NQ  | 33 | Jan Lammers        | Theodore-Ford Cosworth |      |                        |              |       |
| NQ  | 14 | Roberto Guerrero   | Ensign-Ford Cosworth   |      |                        |              |       |
| NQ  | 18 | Raul Boesel        | March-Ford Cosworth    |      |                        |              |       |

## Classifiche

### Piloti
| Pos. | Pilota             | Punti |
| ---- | ------------------ | ----- |
| 1    | Didier Pironi      | 39    |
| 2    | John Watson        | 30    |
| 3    | Alain Prost        | 25    |
| 4    | Niki Lauda         | 24    |
| 5    | Keke Rosberg       | 23    |
| 6    | Riccardo Patrese   | 19    |
| 7    | Nelson Piquet      | 17    |
| 8    | René Arnoux        | 13    |
| 9    | Elio De Angelis    | 13    |
| 10   | Michele Alboreto   | 11    |
| 11   | Eddie Cheever      | 10    |
| 12   | Nigel Mansell      | 7     |
| =    | Patrick Tambay     | 7     |
| 14   | Derek Daly         | 7     |
| 15   | Carlos Reutemann   | 6     |
| =    | Gilles Villeneuve  | 6     |
| 17   | Andrea De Cesaris  | 5     |
| 18   | Jean-Pierre Jarier | 3     |
| 19   | Manfred Winkelhock | 2     |
| =    | Eliseo Salazar     | 2     |
| =    | Marc Surer         | 2     |
| 22   | Chico Serra        | 1     |
| =    | Jacques Laffite    | 1     |
| =    | Mauro Baldi        | 1     |

### Costruttori
| Pos. | Team                     | Punti |
| ---- | ------------------------ | ----- |
| 1    | McLaren-Ford Cosworth    | 54    |
| 2    | Ferrari                  | 52    |
| 3    | Renault                  | 38    |
| 4    | Williams-Ford Cosworth   | 36    |
| 5    | Lotus-Ford Cosworth      | 20    |
| 6    | Brabham-Ford Cosworth    | 19    |
| 7    | Brabham-BMW              | 17    |
| 8    | Ligier-Matra             | 11    |
| 9    | Tyrrell-Ford Cosworth    | 11    |
| 10   | Alfa Romeo               | 5     |
| 11   | ATS-Ford Cosworth        | 4     |
| 12   | Osella-Ford Cosworth     | 3     |
| 13   | Arrows-Ford Cosworth     | 3     |
| 14   | Fittipaldi-Ford Cosworth | 1     |

## Polemiche dopo la gara
Al termine del gran premio Alain Prost, giunto secondo, accusò il compagno di scuderia René Arnoux, che aveva vinto, di non aver rispettato quando deciso prima della gara, ovvero di favorirlo durante il gran premio, essendo Prost meglio posizionato nella classifica piloti. Arnoux ribatté che la sua vettura produceva forti vibrazioni alle ruote posteriori e che se si fosse fatto passare da Prost, avrebbe poi rischiato di essere sorpassato anche da altri piloti.